# Orosz Péter (labdarúgó)
Orosz Péter (Budapest, 1981. augusztus 19. –) egykori magyar válogatott labdarúgó. Jelenleg a ASKÖ Oedt játékosa.

## Pályafutása

### Klubcsapatokban
Orosz Péter Angyalföldön kezdett el futballozni, ahol a Vasas ifjúsági tartalékcsapatáig jutott. Tizennyolc évesen került a magyar másodosztályba a III. kerületi TVE együtteséhez, majd egy osztállyal lentebb, a Gázművek csapatánál folytatta. 2001-ben édesapja baráti kapcsolatai révén került Ausztriába, Salzburgba, ahol az ötödosztályú SK Saalfelden csapatánál tíz mérkőzésen húsz gólt szerzett, majd a következő teljes idényben összesen 28-at. Az ifjú csatártehetségre a harmadosztályú FC Puch figyelt fel, ahol két szezont töltött és összesen 41 gólt szerzett.

#### A Red Bull Salzburgnál
A harmadosztályban ellenállhatatlan magyar csatár hamar az érdeklődés középpontjába került és számos osztrák élvonalbeli labdarúgócsapat kereste fel, míg végül 2005 nyarán a Bodnár Lászlót is a soraiban tudó osztrák bajnokhoz, a Red Bull Salzburghoz szerződött.
A Salzburgnál töltött első szezonja során a cseh válogatott Vratislav Lokvenc, a Bayern Münchenből érkezett Alexander Zickler és a korábbi osztrák gólkirály Christian Mayrleb mellett csak egy mérkőzésen lépett pályára, többnyire az Austria Salzburg amatőr csapatában jutott szerephez.
A nagy áttörést a 2006–2007-es bajnoki évad sem hozta meg, bár sokkal többször került a Lothar Matthäus edzette csapat keretébe - többek között kezdőként lépett pályára a Valencia elleni Bajnokok Ligája-mérkőzésen - mindössze 5 bajnokin szerepelt, és csak az SV Pasching elleni mérkőzésen jegyzett találatot.

#### Innsbruckban
A csapat meghatározó játékosává nőtte ki magát. Az egytámadós felállásban középcsatárként jutott szerephez. A kiesés ellen küzdő csapatban elért góljainak köszönhetően házi gólkirály lett és neve felmerült több külföldi klub kívánságlistáján és az osztrák válogatottnál is[forrás?]. A Wacker Innsbruck búcsúzott az osztrák élvonaltól, Orosz pedig Görögországba igazolt.

#### ÓFI
Az ÓFI-ban mindössze egy mérkőzésen lépett pályára: 2008. november 12-én egy Agrotikósz Asztérasz elleni görögkupa-mérkőzésen csereként kapott lehetőséget. Orosz 65 percet játszott, csapata 2–1-re nyert.
Mivel a bajnokságban nem kapott játéklehetőséget, illetve klubja pénzügyi tartozást halmozott fel irányában, közös megegyezéssel szerződést bontottak.

#### Vasas
Görögországból egykori nevelőegyesületéhez, a Vasashoz tért vissza 2009 márciusában. A bajnokságban 11 alkalommal jutott játéklehetőséghez, gólt azonban nem szerzett.
A szezon végén távozott Angyalföldről.

#### Lombard Pápa
2009. augusztus 17-én kétéves szerződést kötött a Lombard Pápa együttesével. A szerződés egyik feltétele, hogy amennyiben Oroszért egy külföldi csapat jelentkezik be, úgy „kedvezményes áron” igazolhat át.

### A válogatottban
Az osztrák élvonalban kiválóan szereplő magyar légiósra a szövetségi kapitány, Várhidi Péter is felfigyelt és meghívta a Szlovénia ellen készülő keretbe. A 2008. március 26-i összecsapáson – melyen válogatottunk 1–0-s vereséget szenvedett – Orosz a 63. percben Priskin Tamás cseréjeként lépett pályára először címeres mezben, majd 2008. május 24-én és május 31-én már az Erwin Koeman irányította csapatban is lehetőséget kapott Görögország, illetve Horvátország ellen.
Mivel az ÓFI-ban nem jutott játéklehetőséghez, a magyar válogatottba 2008 májusa óta nem kapott meghívót.

## Statisztika

### Mérkőzései a válogatottban
| Magyarország | Magyarország      | Magyarország                    | Magyarország | Magyarország | Magyarország | Magyarország | Magyarország | Magyarország |
| #            | Dátum             | Helyszín                        | Hazai        | Eredmény     | Vendég       | Kiírás       | Gólok        | Esemény      |
| ------------ | ----------------- | ------------------------------- | ------------ | ------------ | ------------ | ------------ | ------------ | ------------ |
| 1.           | 2008. március 26. | Zalaegerszeg, ZTE Aréna         | Magyarország | 0 – 1        | Szlovénia    | barátságos   | -            | 63'          |
| 2.           | 2008. május 24.   | Budapest, Puskás Ferenc Stadion | Magyarország | 3 – 2        | Görögország  | barátságos   | -            | 82'          |
| 3.           | 2008. május 31.   | Budapest, Szusza Ferenc Stadion | Magyarország | 1 – 1        | Horvátország | barátságos   | -            | 64'          |
|              | Összesen          |                                 |              | 3            | mérkőzés     |              | 0            | gól          |